# ESIM
Een eSIM (embedded-SIM) is een digitale simkaart die rechtstreeks in een apparaat is ingebouwd. Een eSIM bestaat niet uit een geïntegreerde schakeling op een verwijderbare simkaart, meestal gemaakt van PVC, maar uit software die is geïnstalleerd op een eUICC-chip die permanent in een apparaat is bevestigd. Als de eSIM eUICC-compatibel is, kan deze opnieuw worden geprogrammeerd met nieuwe SIM-informatie. Anders is de eSIM geprogrammeerd met zijn ICCID/IMSI op het moment van aanmaak en dan kan deze niet worden gewijzigd.
Zodra een eSIM-providerprofiel op een eUICC is geïnstalleerd, werkt het op dezelfde manier als een fysieke simkaart, compleet met een unieke ICCID en netwerkverificatiesleutel die door de provider wordt gegenereerd.

## Geschiedenis
Sinds 2010 besprak de GSM Association de mogelijkheid van een op software gebaseerde simkaart.
Een eerste versie van de standaard werd gepubliceerd in maart 2016, gevolgd door een tweede versie in november 2016.

## Implementatie
De Samsung Gear S2 Classic 3G-smartwatch was het eerste apparaat dat een eSIM bevatte, in 2016.
In 2017 introduceerde Qualcomm tijdens het Mobile World Congress een technische oplossing, met een live demonstratie, ingebouwd in zijn Snapdragon-hardwarechip gekoppeld aan gerelateerde software.
Apple introduceerde voor het eerst eSIM-ondersteuning in september 2017 met de Apple Watch Series 3. De eerste iPhone-modellen die het ondersteunden, waren de iPhone XS, iPhone XS Max,  en iPhone XR. Het eerste iPad-model was de iPad Pro (3e generatie). In september 2022 onthulde Apple de iPhone 14, het eerste iPhone-model dat geen simkaartlade had en uitsluitend met eSIM werkte. Buiten de Verenigde Staten worden alle iPhone-modellen nog steeds verkocht met ondersteuning voor zowel eSIM als fysieke simkaarten.
Google onthulde de Pixel 2 in oktober 2017, die eSIM-ondersteuning heeft toegevoegd voor gebruik met zijn Google Fi-service. In 2018 bracht Google de Pixel 3 uit met eSIM-ondersteuning voor andere providers dan Google Fi.
Motorola heeft de 2020-versie van de Motorola Razr uitgebracht, een opvouwbare smartphone die geen fysieke simkaartsleuf heeft omdat hij alleen eSIM ondersteunt.
Microsoft introduceerde eSIM in het Windows 10-besturingssysteem in 2018 en lanceerde zijn eerste apparaat met eSIM, de Surface Pro LTE, in 2017.
Samsung heeft smartphones uit de Galaxy S21- en S20-serie in de VS aangeboden met eSIM-hardware aan boord, maar zonder standaard software-ondersteuning. De functie is later ingeschakeld met de One UI versie 4-update. 
Nokia X30 5G ondersteunt eSIM.
Sony Xperia 5 IV-model XQ-CQ54 ondersteunt eSIM.

## Gebruik
Een eSIM wordt doorgaans op afstand geleverd; eindgebruikers kunnen operators toevoegen of verwijderen zonder fysiek een simkaart van het apparaat te hoeven verwisselen. Alle eSIM's zijn in de fabriek geprogrammeerd met een permanent eSIM ID (EID). Dit nummer wordt door de leverancier gebruikt om het apparaat te koppelen aan een bestaand netwerkabonnement en om te onderhandelen over een veilig kanaal voor programmering.

## Specificaties
eSIM is een wereldwijde specificatie van de GSMA die SIM-voorziening op afstand voor elk mobiel apparaat mogelijk maakt. GSMA definieert eSIM als de SIM voor de volgende generatie aangesloten consumentenapparaten. Netwerkoplossingen die gebruikmaken van eSIM-technologie kunnen op grote schaal worden toegepast op verschillende Internet of Things (IoT)-scenario's, waaronder verbonden auto's (slimme achteruitkijkspiegels, on-board diagnostics (OBD), Wi-Fi-hotspots in voertuigen), vertalers van kunstmatige intelligentie, MiFi-apparaten, slimme oortelefoons, slimme meters, GPS-volgeenheden, DTU, delen van fietsen, reclamespelers, videobewakingsapparatuur, enz.

## eSIM voor reizen
Een travel eSIM is een digitale simkaart die ontworpen is voor tijdelijk gebruik in het buitenland. Reizigers kunnen via een app of QR-code een lokaal of regionaal dataplan activeren, vaak al vóór vertrek. Dit helpt om hoge roamingkosten te vermijden, biedt directe activatie en maakt toegang tot lokale netwerken mogelijk zonder een fysieke simkaart te hoeven vervangen. Veel moderne smartphones ondersteunen dual-simfunctionaliteit, waardoor gebruikers hun oorspronkelijke nummer kunnen behouden terwijl ze een travel eSIM gebruiken. Bekende aanbieders zijn onder andere Saily, Ubigi en Nomad. Travel eSIM’s zijn vooral populair onder toeristen en zakenreizigers vanwege hun gemak en flexibiliteit.